# Xhoffraix
Xhoffraix [(h)ɔfʀɛ], (en wallon : Xhofrai, anciennement Les Xhofrais, prononcé localement Hofrê ) est un petit village situé dans l’est de la Belgique, en province de Liège, dans la commune de Malmedy.

Les habitants de Xhoffraix, appelés les Xhoffurlains, partagent leurs vies socioculturelles avec les habitants des villages de Mont et Longfaye.
Avant la fusion des communes de 1977, Xhoffraix faisait partie de la commune de Bévercé.

## Situation
Xhoffraix se situe au pied des Hautes-Fagnes, le long de la route nationale 68 reliant Malmedy au Mont Rigi.